# ترزین ۵۶۳۲۹
سیارک ۵۶۳۲۹ (به انگلیسی: 56329 Tarxien، نامگذاری:1999WO1) پنجاه و شش هزار و سیصد و بیست و نهمین سیارک کشف شده‌است که در ۲۸ نوامبر ۱۹۹۹ کشف شد.